# Comuna Șimian, Mehedinți
Șimian este o comună în județul Mehedinți, Oltenia, România, formată din satele Cerneți, Dedovița Nouă, Dedovița Veche, Dudașu, Erghevița, Poroina, Șimian (reședința) și Valea Copcii.

## Demografie
Componența etnică a comunei Șimian
     Români (79,92%)
     Romi (8,75%)
     Alte etnii (0%)
     Necunoscută (11,33%)
Componența confesională a comunei Șimian
     Ortodocși (86,93%)
     Alte religii (1,45%)
     Necunoscută (11,63%)
Conform recensământului efectuat în 2021, populația comunei Șimian se ridică la 10.021 de locuitori, în creștere față de recensământul anterior din 2011, când fuseseră înregistrați 9.650 de locuitori. Majoritatea locuitorilor sunt români (79,92%), cu o minoritate de romi (8,75%), iar pentru 11,33% nu se cunoaște apartenența etnică. Din punct de vedere confesional, majoritatea locuitorilor sunt ortodocși (86,93%), iar pentru 11,63% nu se cunoaște apartenența confesională.

## Politică și administrație
Comuna Șimian este administrată de un primar și un consiliu local compus din 17 consilieri. Primarul, Constantin Trușcă, de la Partidul Național Liberal, este în funcție din iunie 2017. Începând cu alegerile locale din 2024, consiliul local are următoarea componență pe partide politice:
|  | Partid                    | Consilieri | Componența Consiliului | Componența Consiliului | Componența Consiliului | Componența Consiliului | Componența Consiliului | Componența Consiliului | Componența Consiliului | Componența Consiliului | Componența Consiliului | Componența Consiliului | Componența Consiliului | Componența Consiliului | Componența Consiliului | Componența Consiliului | Componența Consiliului |
|  | ------------------------- | ---------- | ---------------------- | ---------------------- | ---------------------- | ---------------------- | ---------------------- | ---------------------- | ---------------------- | ---------------------- | ---------------------- | ---------------------- | ---------------------- | ---------------------- | ---------------------- | ---------------------- | ---------------------- |
|  | Partidul Național Liberal | 15         |                        |                        |                        |                        |                        |                        |                        |                        |                        |                        |                        |                        |                        |                        |                        |
|  | Partidul Social Democrat  | 2          |                        |                        |                        |                        |                        |                        |                        |                        |                        |                        |                        |                        |                        |                        |                        |